# 3rd Strike
I 3rd Strike sono stati un gruppo musicale alternative metal statunitense, in attività dal 1995 al 2010.

## Storia del gruppo

### Origine ed antecedenti
Questo gruppo si forma nel 1995, inizialmente è formato da Jim Korthe e Todd Deguchi, ma tra diversi tour al cantante Korthe ha problemi personali e quindi il gruppo si scioglie. Nel 1996 si riuniscono pubblicano un album per la MCA Records a nome Dimestore Hoods.

### 2000-2010: 3rd Strike
Nel 2000 la band assunse definitivamente il nome 3rd Strike, per poi realizzare il loro primo demo e nel 2001 registrano il loro primo album, che uscirà nel maggio dell'anno dopo. Nei primi loro lavori, la band utilizza una voce pulita ed anomala per il genere.
Nel 2002 registrarono il loro primo album Lost Angel, che raggiunse la posizione 72 nella Billboard 100, pubblicizzato nel gioco Delta Force: Urban Warfare per PlayStation.
Nel 2003 hanno poi pubblicato un EP solo per il mercato giapponese chiamato Barrio Raid e dopo un periodo di inattività, nel 2007 pubblicano sul loro Myspace una demo gratuita, chiamata Battlecry.
Il gruppo si scioglie nuovamente nel 2004 e si ri-formato nel 2007 come quartetto aggiungendo Erik Carlsson (chitarrista), PJ McMullan (batterista).
Il cantante Kim Korthe è morto il 13 gennaio 2010, e ad oggi non si sa se la band va avanti, né quale dovrebbe essere il nuovo cantante.

## Formazione

### Formazione attuale
- Todd Deguchi (chitarra)
- Erik Carlsson (chitarra)
- Evan Holt (basso)
- Sean McCormik (batteria)

### Ex componenti
- PJ McMullan (batteria)
- Kim Korthe (voce)
- Gabe Hammersmith (basso)

## Discografia

### Album
- 2002: Lost Angel
- 2003: Barrio Raid (EP Solo per il Giappone)

### Demo
- 2007: Battercry

### Singoli
| Anno | Titolo     | Posizione      | Posizione          | Album      |
| Anno | Titolo     | US Modern Rock | US Mainstream Rock | Album      |
| ---- | ---------- | -------------- | ------------------ | ---------- |
| 2002 | "No Light" | numero 36      | numero 23          | Lost Angel |
| 2002 | Redemption | -              | numero 40          | Lost Angel |